# Lista över olympiska dammedaljörer i friidrott
Det här är en komplett lista över alla medaljörer i friidrott vid olympiska spelen på damsidan från 1896 till 2024. Se även Lista över olympiska herrmedaljörer i friidrott

## Nuvarande program

### Löpning

#### 400 meter
| Spel                            | Guld                                      | Silver                      | Brons                      |
| Tokyo 1964 Detaljer...          | Betty Cuthbert (AUS)                      | Ann Packer (GBR)            | Judy Amoore (AUS)          |
| Mexico City 1968 Detaljer...    | Colette Besson (FRA)                      | Lillian Board (GBR)         | Natalja Petjonkina (URS)   |
| München 1972 Detaljer...        | Monika Zehrt (GDR)                        | Rita Wilden (FRG)           | Kathy Hammond (USA)        |
| Montréal 1976 Detaljer...       | Irena Szewińska (POL)                     | Christina Brehmer (GDR)     | Ellen Streidt (GDR)        |
| Moskva 1980 Detaljer...         | Marita Koch (GDR)                         | Jarmila Kratochvílová (TCH) | Christina Lathan (GDR)     |
| Los Angeles 1984 Detaljer...    | Valerie Brisco-Hooks (USA)                | Chandra Cheeseborough (USA) | Kathy Smallwood-Cook (GBR) |
| Seoul 1988 Detaljer...          | Olga Brizjina (URS)                       | Petra Müller (GDR)          | Olga Nazarova (URS)        |
| Barcelona 1992 Detaljer...      | Marie-José Pérec (FRA)                    | Olga Brizjina (EUN)         | Ximena Restrepo (COL)      |
| Atlanta 1996 Detaljer...        | Marie-José Pérec (FRA)                    | Cathy Freeman (AUS)         | Falilat Ogunkoya (NGR)     |
| Sydney 2000 Detaljer...         | Cathy Freeman (AUS)                       | Lorraine Graham (JAM)       | Katharine Merry (GBR)      |
| Aten 2004 Detaljer...           | Tonique Williams-Darling (BAH)            | Ana Guevara (MEX)           | Natalja Antiuch (RUS)      |
| Peking 2008 Detaljer...         | Christine Ohuruogu (GBR)                  | Shericka Williams (JAM)     | Sanya Richards (USA)       |
| London 2012 Detaljer...         | Sanya Richards-Ross (USA)                 | Christine Ohuruogu (GBR)    | DeeDee Trotter (USA)       |
| Rio de Janeiro 2016 Detaljer... | Shaunae Miller (BAH)                      | Allyson Felix (USA)         | Shericka Jackson (JAM)     |
| Tokyo 2020 Detaljer...          | Shaunae Miller-Uibo (BAH)                 | Marileidy Paulino (DOM)     | Allyson Felix (USA)        |
| Paris 2024 Detaljer...          | Marileidy Paulino Dominikanska republiken | Salwa Eid Naser Bahrain     | Natalia Kaczmarek Polen    |

#### 800 meter
| Spel                            | Guld                                   | Silver                                 | Brons                                  |
| Amsterdam 1928 Detaljer...      | Lina Radke (GER)                       | Kinue Hitomi (JPN)                     | Inga Gentzel (SWE)                     |
| 1932–1956                       | Ingick inte i det olympiska programmet | Ingick inte i det olympiska programmet | Ingick inte i det olympiska programmet |
| Rom 1960 Detaljer...            | Ljudmila Sjevtsova (URS)               | Brenda Jones (AUS)                     | Ursula Donath (EUA)                    |
| Tokyo 1964 Detaljer...          | Ann Packer (GBR)                       | Maryvonne Dupureur (FRA)               | Marise Chamberlain (NZL)               |
| Mexico City 1968 Detaljer...    | Madeline Manning (USA)                 | Ileana Silai (ROU)                     | Maria Gommers (NED)                    |
| München 1972 Detaljer...        | Hildegard Falck (FRG)                  | Nijolė Sabaitė (URS)                   | Gunhild Hoffmeister (GDR)              |
| Montréal 1976 Detaljer...       | Tatjana Kazankina (URS)                | Nikolina Sjtereva (BUL)                | Elfi Zinn (GDR)                        |
| Moskva 1980 Detaljer...         | Nadezjda Olizarenko (URS)              | Olga Minejeva (URS)                    | Tatjana Providochina (URS)             |
| Los Angeles 1984 Detaljer...    | Doina Melinte (ROU)                    | Kim Gallagher (USA)                    | Fița Lovin (ROU)                       |
| Seoul 1988 Detaljer...          | Sigrun Wodars (GDR)                    | Christine Wachtel (GDR)                | Kim Gallagher (USA)                    |
| Barcelona 1992 Detaljer...      | Ellen van Langen (NED)                 | Lilija Nurutdinova (EUN)               | Ana Fidelia Quirot (CUB)               |
| Atlanta 1996 Detaljer...        | Svetlana Masterkova (RUS)              | Ana Fidelia Quirot (CUB)               | Maria Mutola (MOZ)                     |
| Sydney 2000 Detaljer...         | Maria Mutola (MOZ)                     | Stephanie Graf (AUT)                   | Kelly Holmes (GBR)                     |
| Aten 2004 Detaljer...           | Kelly Holmes (GBR)                     | Hasna Benhassi (MAR)                   | Jolanda Čeplak (SLO)                   |
| Peking 2008 Detaljer...         | Pamela Jelimo (KEN)                    | Janeth Jepkosgei (KEN)                 | Hasna Benhassi (MAR)                   |
| London 2012 Detaljer...         | Caster Semenya (RSA)                   | Jekaterina Poistogova (RUS)            | Pamela Jelimo (KEN)                    |
| Rio de Janeiro 2016 Detaljer... | Caster Semenya (RSA)                   | Francine Niyonsaba (BDI)               | Margaret Wambui (KEN)                  |
| Tokyo 2020 Detaljer...          | Athing Mu (USA)                        | Keely Hodgkinson (GBR)                 | Raevyn Rogers (USA)                    |
| Paris 2024 Detaljer...          | Keely Hodgkinson Storbritannien        | Tsige Duguma Etiopien                  | Mary Moraa Kenya                       |

#### 1 500 meter
| Spel                            | Guld                      | Silver                      | Brons                       |
| München 1972 Detaljer...        | Ljudmila Bragina (URS)    | Gunhild Hoffmeister (GDR)   | Paola Pigni (ITA)           |
| Montréal 1976 Detaljer...       | Tatiana Kazankina (URS)   | Gunhild Hoffmeister (GDR)   | Ulrike Klapezynski (GDR)    |
| Moskva 1980 Detaljer...         | Tatiana Kazankina (URS)   | Christiane Wartenberg (GDR) | Nadezjda Olizarenko (URS)   |
| Los Angeles 1984 Detaljer...    | Gabriella Dorio (ITA)     | Doina Melinte (ROU)         | Maricica Puică (ROU)        |
| Seoul 1988 Detaljer...          | Paula Ivan (ROU)          | Laimutė Baikauskaitė (URS)  | Tatiana Samolenko (URS)     |
| Barcelona 1992 Detaljer...      | Hassiba Boulmerka (ALG)   | Ljudmila Rogatjova (EUN)    | Qu Yunxia (CHN)             |
| Atlanta 1996 Detaljer...        | Svetlana Masterkova (RUS) | Gabriela Szabó (ROU)        | Theresia Kiesl (AUT)        |
| Sydney 2000 Detaljer...         | Nouria Mérah-Benida (ALG) | Violeta Szekely (ROU)       | Gabriela Szabó (ROU)        |
| Aten 2004 Detaljer...           | Kelly Holmes (GBR)        | Tatiana Tomasjova (RUS)     | Maria Cioncan (ROU)         |
| Peking 2008 Detaljer...         | Nancy Langat (KEN)        | Irina Lisjtjinska (UKR)     | Natalija Tobias (UKR)       |
| London 2012 Detaljer...         | Maryam Yusuf Jamal (BRN)  | Tatiana Tomasjova (RUS)     | Abeba Aregawi (ETH)         |
| Rio de Janeiro 2016 Detaljer... | Faith Kipyegon (KEN)      | Genzebe Dibaba (ETH)        | Jennifer Simpson (USA)      |
| Tokyo 2020 Detaljer...          | Faith Kipyegon (KEN)      | Laura Muir (GBR)            | Sifan Hassan (NED)          |
| Paris 2024 Detaljer...          | Faith Kipyegon Kenya      | Jessica Hull Australien     | Georgia Bell Storbritannien |

#### 5 000 meter
| Spel                            | Guld                   | Silver                     | Brons                       |
| Atlanta 1996 Detaljer...        | Wang Junxia (CHN)      | Pauline Konga (KEN)        | Roberta Brunet (ITA)        |
| Sydney 2000 Detaljer...         | Gabriela Szabó (ROU)   | Sonia O'Sullivan (IRL)     | Gete Wami (ETH)             |
| Aten 2004 Detaljer...           | Meseret Defar (ETH)    | Isabella Ochichi (KEN)     | Tirunesh Dibaba (ETH)       |
| Peking 2008 Detaljer...         | Tirunesh Dibaba (ETH)  | Meseret Defar (ETH)        | Sylvia Jebiwott Kibet (KEN) |
| London 2012 Detaljer...         | Meseret Defar (ETH)    | Vivian Cheruiyot (KEN)     | Tirunesh Dibaba (ETH)       |
| Rio de Janeiro 2016 Detaljer... | Vivian Cheruiyot (KEN) | Hellen Onsando Obiri (KEN) | Almaz Ayana (ETH)           |
| Tokyo 2020 Detaljer...          | Sifan Hassan (NED)     | Hellen Onsando Obiri (KEN) | Gudaf Tsegay (ETH)          |
| Paris 2024 Detaljer...          | Beatrice Chebet Kenya  | Faith Kipyegon Kenya       | Sifan Hassan Nederländerna  |

#### 10 000 meter
| Spel                            | Guld                   | Silver                    | Brons                          |
| Seoul 1988 Detaljer...          | Olga Bondarenko (URS)  | Liz McColgan (GBR)        | Jelena Zjupijeva-Vjazova (URS) |
| Barcelona 1992 Detaljer...      | Derartu Tulu (ETH)     | Elana Meyer (RSA)         | Lynn Jennings (USA)            |
| Atlanta 1996 Detaljer...        | Fernanda Ribeiro (POR) | Wang Junxia (CHN)         | Gete Wami (ETH)                |
| Sydney 2000 Detaljer...         | Derartu Tulu (ETH)     | Gete Wami (ETH)           | Fernanda Ribeiro (POR)         |
| Aten 2004 Detaljer...           | Huina Xing (CHN)       | Ejegayehu Dibaba (ETH)    | Derartu Tulu (ETH)             |
| Peking 2008 Detaljer...         | Tirunesh Dibaba (ETH)  | Shalane Flanagan (USA)    | Linet Chepkwemoi Masai (KEN)   |
| London 2012 Detaljer...         | Tirunesh Dibaba (ETH)  | Sally Kipyego (KEN)       | Vivian Cheruiyot (KEN)         |
| Rio de Janeiro 2016 Detaljer... | Almaz Ayana (ETH)      | Vivian Cheruiyot (KEN)    | Tirunesh Dibaba (ETH)          |
| Tokyo 2020 Detaljer...          | Sifan Hassan (NED)     | Kalkidan Gezahegne (BRN)  | Letesenbet Gidey (ETH)         |
| Paris 2024 Detaljer...          | Beatrice Chebet Kenya  | Nadia Battocletti Italien | Sifan Hassan Nederländerna     |

#### 100 meter häck
| Spel                            | Guld                         | Silver                        | Brons                             |
| München 1972 Detaljer...        | Annelie Ehrhardt (GDR)       | Valeria Bufanu (ROU)          | Karin Balzer (GDR)                |
| Montréal 1976 Detaljer...       | Johanna Schaller-Klier (GDR) | Tatiana Anisimova (URS)       | Natalja Lebedeva (URS)            |
| Moskva 1980 Detaljer...         | Vera Komisova (URS)          | Johanna Schaller-Klier (GDR)  | Lucyna Langer (POL)               |
| Los Angeles 1984 Detaljer...    | Benita Fitzgerald (USA)      | Shirley Strong (GBR)          | Michèle Chardonnet (FRA)          |
| Los Angeles 1984 Detaljer...    | Benita Fitzgerald (USA)      | Shirley Strong (GBR)          | Kim Turner (USA)                  |
| Seoul 1988 Detaljer...          | Jordanka Donkova (BUL)       | Gloria Siebert (GDR)          | Claudia Zackiewicz (FRG)          |
| Barcelona 1992 Detaljer...      | Paraskevi Patoulidou (GRE)   | LaVonna Martin (USA)          | Jordanka Donkova (BUL)            |
| Atlanta 1996 Detaljer...        | Ludmila Engquist (SWE)       | Brigita Bukovec (SLO)         | Patricia Girard (FRA)             |
| Sydney 2000 Detaljer...         | Olga Sjisjigina (KAZ)        | Glory Alozie (NGR)            | Melissa Morrison (USA)            |
| Aten 2004 Detaljer...           | Joanna Hayes (USA)           | Olena Krasovska (UKR)         | Melissa Morrison (USA)            |
| Peking 2008 Detaljer...         | Dawn Harper (USA)            | Sally McLellan (AUS)          | Priscilla Lopes-Schliep (CAN)     |
| London 2012 Detaljer...         | Sally Pearson (AUS)          | Dawn Harper (USA)             | Kellie Wells (USA)                |
| Rio de Janeiro 2016 Detaljer... | Brianna Rollins (USA)        | Nia Ali (USA)                 | Kristi Castlin (USA)              |
| Tokyo 2020 Detaljer...          | Jasmine Camacho-Quinn (PUR)  | Kendra Harrison (USA)         | Megan Tapper (JAM)                |
| Paris 2024 Detaljer...          | Masai Russell USA            | Cyréna Samba-Mayela Frankrike | Jasmine Camacho-Quinn Puerto Rico |

#### 400 meter häck
| Spel                            | Guld                          | Silver                        | Brons                             |
| Los Angeles 1984 Detaljer...    | Nawal El Moutawakel (MAR)     | Judi Brown (USA)              | Cristeana Cojocaru (ROU)          |
| Seoul 1988 Detaljer...          | Debbie Flintoff-King (AUS)    | Tatiana Ledovskaja (URS)      | Ellen Fiedler (GDR)               |
| Barcelona 1992 Detaljer...      | Sally Gunnell (GBR)           | Sandra Farmer-Patrick (USA)   | Janeene Vickers (USA)             |
| Atlanta 1996 Detaljer...        | Deon Hemmings (JAM)           | Kim Batten (USA)              | Tonja Buford-Bailey (USA)         |
| Sydney 2000 Detaljer...         | Irina Privalova (RUS)         | Deon Hemmings (JAM)           | Nezha Bidouane (MAR)              |
| Aten 2004 Detaljer...           | Faní Halkiá (GRE)             | Ionela Târlea-Manolache (ROU) | Tetiana Teresjtjuk-Antipova (UKR) |
| Peking 2008 Detaljer...         | Melaine Walker (JAM)          | Sheena Tosta (USA)            | Tasha Danvers (GBR)               |
| London 2012 Detaljer...         | Natalja Antiuch (RUS)         | Lashinda Demus (USA)          | Zuzana Hejnová (CZE)              |
| Rio de Janeiro 2016 Detaljer... | Dalilah Muhammad (USA)        | Sara Petersen (DEN)           | Ashley Spencer (USA)              |
| Tokyo 2020 Detaljer...          | Sydney McLaughlin (USA)       | Dalilah Muhammad (USA)        | Femke Bol (NED)                   |
| Paris 2024 Detaljer...          | Sydney McLaughlin-Levrone USA | Anna Cockrell USA             | Femke Bol Nederländerna           |

#### 3 000 meter hinder
| Spel                            | Guld                   | Silver                  | Brons                           |
| Peking 2008 Detaljer...         | Gulnara Samitova (RUS) | Eunice Jepkorir (KEN)   | Tatiana Petrova Archipova (RUS) |
| London 2012 Detaljer...         | Habiba Ghribi (TUN)    | Sofia Assefa (ETH)      | Milcah Chemos Cheywa (KEN)      |
| Rio de Janeiro 2016 Detaljer... | Ruth Jebet (BHR)       | Hyvin Jepkemoi (KEN)    | Emma Coburn (USA)               |
| Tokyo 2020 Detaljer...          | Peruth Chemutai (UGA)  | Courtney Frerichs (USA) | Hyvin Kiyeng Jepkemoi (KEN)     |
| Paris 2024 Detaljer...          | Winfred Yavi Bahrain   | Peruth Chemutai Uganda  | Faith Cherotich Kenya           |

#### 4 x 100 meter stafett
| Spel                            | Guld | Silver | Brons                                                                                               |
| Amsterdam 1928 Detaljer...      | Kanada Fanny Rosenfeld Ethel Smith Jane Bell Myrtle Cook                                                                | USA Mary Washburn Jessie Cross Loretta McNeil Betty Robinson                                                                      | Tyskland Rosa Kellner Leni Schmidt Anni Holdmann Leni Junker                                        |
| Los Angeles 1932 Detaljer...    | USA Mary Carew Evelyn Furtsch Annette Rogers Wilhelmina von Bremen                                                      | Kanada Mildred Fizzell Lillian Palmer Mary Frizzel Hilda Strike                                                                   | Storbritannien Eileen Hiscock Gwendoline Porter Violet Webb Nellie Halstead                         |
| Berlin 1936 Detaljer...         | USA Harriet Bland Annette Rogers Betty Robinson Helen Stephens                                                          | Storbritannien Eileen Hiscock Violet Olney Audrey Brown Barbara Burke                                                             | Kanada Dorothy Brookshaw Mildred Dolson Hilda Cameron Aileen Meagher                                |
| London 1948 Detaljer...         | Nederländerna Xenia Stad-de Jong Netty Witziers-Timmer Gerda van der Kade-Koudijs Fanny Blankers-Koen                   | Australien Shirley Strickland June Maston Elizabeth McKinnon Joyce King                                                           | Kanada Viola Myers Nancy MacKay Diane Foster Patricia Jones                                         |
| Helsingfors 1952 Detaljer...    | USA Mae Faggs Barbara Jones Janet Moreau Catherine Hardy                                                                | Tyskland Ursula Knab Maria Sander Helga Klein Marga Petersen                                                                      | Storbritannien Sylvia Cheeseman June Foulds Jean Desforges Heather Armitage                         |
| Melbourne 1956 Detaljer...      | Australien Shirley Strickland de la Hunty Norma Croker Fleur Mellor Betty Cuthbert                                      | Storbritannien Anne Pashley Jean Scrivens June Foulds Heather Armitage                                                            | USA Mae Faggs Margaret Matthews Wilma Rudolph Isabelle Daniels                                      |
| Rom 1960 Detaljer...            | USA Martha Hudson Lucinda Williams Barbara Jones Wilma Rudolph                                                          | Tysklands förenade lag Martha Langbein Annie Biechl Brunhilde Hendrix Jutta Heine                                                 | Polen Teresa Wieczorek Barbara Janiszewska Celina Jesionowska Halina Richter                        |
| Tokyo 1964 Detaljer...          | Polen Teresa Ciepły Irena Kirszenstein Halina Górecka Ewa Kłobukowska                                                   | USA Willye White Wyomia Tyus Marilyn White Edith McGuire                                                                          | Storbritannien Janet Simpson Mary Rand Daphne Arden Dorothy Hyman                                   |
| Mexico City 1968 Detaljer...    | USA Barbara Ferrell Margaret Bailes Mildrette Netter Wyomia Tyus                                                        | Kuba Marlene Elejarde Fulgencia Romay Violetta Quesada Miguelina Cobián                                                           | Sovjetunionen Ljudmila Zjarkova Galina Bucharina Vera Popkova Ljudmila Samotjosova                  |
| München 1972 Detaljer...        | Västtyskland Christiane Krause Ingrid Mickler-Becker Annegret Richter Heide Rosendahl                                   | Östtyskland Evelin Kaufer Christina Heinich Bärbel Struppert Renate Stecher                                                       | Kuba Marlene Elejarde Carmen Valdés Fulgencia Romay Silvia Chibás                                   |
| Montréal 1976 Detaljer...       | Östtyskland Marlies Oelsner Renate Stecher Carla Bodendorf Bärbel Eckert                                                | Västtyskland Elvira Possekel Inge Helten Annegret Richter Annegret Kroniger                                                       | Sovjetunionen Tatiana Prorotjenko Ljudmila Maslakova Nadezjda Besfamilnaja Vera Anisimova           |
| Moskva 1980 Detaljer...         | Östtyskland Romy Müller Bärbel Wöckel Ingrid Auerswald Marlies Göhr                                                     | Sovjetunionen Vera Komisova Ljudmila Maslakova Vera Anisimova Natalja Botjina                                                     | Storbritannien Heather Hunte Kathy Smallwood-Cook Beverley Goddard Sonia Lannaman                   |
| Los Angeles 1984 Detaljer...    | USA Alice Brown Jeanette Bolden Chandra Cheeseborough Evelyn Ashford                                                    | Kanada Angela Bailey Marita Payne Angella Taylor-Issajenko France Gareau                                                          | Storbritannien Simone Jacobs Kathy Smallwood-Cook Beverley Callander Heather Oakes                  |
| Seoul 1988 Detaljer...          | USA Alice Brown Sheila Echols Florence Griffith-Joyner Evelyn Ashford                                                   | Östtyskland Silke Möller Kerstin Behrendt Ingrid Auerswald Marlies Göhr                                                           | Sovjetunionen Ljudmila Kondratieva Galina Maltjugina Marina Zjirova Natalia Pomosjtjnikova          |
| Barcelona 1992 Detaljer...      | USA Evelyn Ashford Esther Jones Carlette Guidry Gwen Torrence Michelle Finn                                             | OSS Olga Bogoslovskaja Galina Maltjugina Marina Trandenkova Irina Privalova                                                       | Nigeria Beatrice Utondu Faith Idehen Christy Opara-Thompson Mary Onyali                             |
| Atlanta 1996 Detaljer...        | USA Gail Devers Inger Miller Chryste Gaines Gwen Torrence Carlette Guidry                                               | Bahamas Eldece Clarke Chandra Sturrup Savatheda Fynes Pauline Davis-Thompson Debbie Ferguson                                      | Jamaica Michelle Freeman Juliet Cuthbert Nicole Mitchell Merlene Ottey Gillian Russell Andria Lloyd |
| Sydney 2000 Detaljer...         | Bahamas Savatheda Fynes Chandra Sturrup Pauline Davis-Thompson Debbie Ferguson Eldece Clarke-Lewis                      | Jamaica Tayna Lawrence Veronica Campbell Beverly McDonald Merlene Ottey Merlene Frazer                                            | USA Chryste Gaines Torri Edwards Nanceen Perry Passion Richardson                                   |
| Aten 2004 Detaljer...           | Jamaica Tayna Lawrence Sherone Simpson Aleen Bailey Veronica Campbell Beverly McDonald                                  | Ryssland Olga Fjodorova Julia Tabakova Irina Chabarova Larisa Kruglova                                                            | Frankrike Véronique Mang Muriel Hurtis Sylviane Félix Christine Arron                               |
| Peking 2008 Detaljer...         | Belgien Kim Gevaert Élodie Ouédraogo Hanna Mariën Olivia Borlée                                                         | Nigeria Halimat Ismaila Oludamola Osayomi Agnes Osazuwa Gloria Kemasuode Franca Idoko                                             | Brasilien Rosemar Coelho Neto Lucimar de Moura Thaissa Presti Rosangela Santos                      |
| London 2012 Detaljer...         | USA Tianna Madison Allyson Felix Bianca Knight Carmelita Jeter Jeneba Tarmoh Lauryn Williams                            | Jamaica Shelly-Ann Fraser-Pryce Sherone Simpson Veronica Campbell-Brown Kerron Stewart Samantha Henry-Robinson Schillonie Calvert | Ukraina Olesia Povch Hrystyna Stuy Marija Ryemyen Elyzaveta Bryzgina                                |
| Rio de Janeiro 2016 Detaljer... | USA Tianna Bartoletta Allyson Felix English Gardner Tori Bowie Morolake Akinosun                                        | Jamaica Christania Williams Elaine Thompson Veronica Campbell-Brown Shelly-Ann Fraser-Pryce Simone Facey Sashalee Forbes          | Storbritannien Asha Philip Desiree Henry Dina Asher-Smith Daryll Neita                              |
| Tokyo 2020 Detaljer...          | Jamaica Briana Williams Elaine Thompson-Herah Shelly-Ann Fraser-Pryce Shericka Jackson Remona Burchell Natasha Morrison | USA Javianne Oliver Teahna Daniels Jenna Prandini Gabrielle Thomas English Gardner Aleia Hobbs                                    | Storbritannien Asha Philip Imani-Lara Lansiquot Dina Asher-Smith Daryll Neita                       |
| Paris 2024 Detaljer...          | USA Melissa Jefferson Twanisha Terry Gabrielle Thomas Sha'Carri Richardson                                              | Storbritannien Dina Asher-Smith Imani-Lara Lansiquot Amy Hunt Daryll Neita Bianca Williams Desirèe Henry                          | Tyskland Alexandra Burghardt Lisa Mayer Gina Lückenkemper Rebekka Haase Sophia Junk                 |

#### 4 x 400 meter stafett
| Spel                            | Guld | Silver | Brons |
| München 1972 Detaljer...        | Östtyskland Dagmar Käsling Rita Kühne Helga Seidler Monika Zehrt                                                         | USA Mable Fergerson Madeline Manning Cheryl Toussaint Kathy Hammond                                                               | Västtyskland Anette Rückes Inge Bödding Hildegard Falck Rita Wilden                                                                 |
| Montréal 1976 Detaljer...       | Östtyskland Doris Maletzki Brigitte Rohde Ellen Streidt Christina Brehmer                                                | USA Debra Sapenter Sheila Ingram Pamela Jiles Rosalyn Bryant                                                                      | Sovjetunionen Inta Kļimoviča Ljudmila Aksionova Natalja Sokolova Nadezjda Ilina                                                     |
| Moskva 1980 Detaljer...         | Sovjetunionen Tatjana Prorotjenko Tatjana Gojsjtjik Nina Ziuskova Irina Nazarova                                         | Östtyskland Gabriele Löwe Barbara Krug Christina Lathan Marita Koch                                                               | Storbritannien Linsey MacDonald Michelle Probert Joslyn Hoyte-Smith Donna Hartley                                                   |
| Los Angeles 1984 Detaljer...    | USA Lillie Leatherwood Sherri Howard Valerie Brisco-Hooks Chandra Cheeseborough Diane Dixon Denean Howard                | Kanada Charmaine Crooks Jillian Richardson Molly Killingbeck Marita Payne Dana Wright                                             | Västtyskland Heike Schulte-Mattler Ute Thimm Heidi-Elke Gaugel Gaby Bussmann                                                        |
| Seoul 1988 Detaljer...          | Sovjetunionen Tatjana Ledovskaja Olga Nazarova Marija Pinigina Olga Brizjina Ljudmila Dzjigalova                         | USA Denean Howard Diane Dixon Valerie Brisco-Hooks Florence Griffith-Joyner Sherri Howard Lillie Leatherwood                      | Östtyskland Dagmar Neubauer-Rübsam Kirsten Emmelmann Sabine Busch Petra Müller Grit Breuer                                          |
| Barcelona 1992 Detaljer...      | OSS Jelena Ruzina Ljudmila Dzjigalova Olga Nazarova Olga Brizjina Marina Sjmonina Lilija Nurutdinova                     | USA Natasha Kaiser Gwen Torrence Jearl Miles Rochelle Stevens Denean Howard-Hill Dannette Young                                   | Storbritannien Phylis Smith Sandra Douglas Jennifer Stoute Sally Gunnell                                                            |
| Atlanta 1996 Detaljer...        | USA Rochelle Stevens Maicel Malone Kim Graham Jearl Miles Linetta Wilson                                                 | Nigeria Olabisi Afolabi Fatima Yusuf Charity Opara Falilat Ogunkoya                                                               | Tyskland Uta Rohländer Linda Kisabaka Anja Rücker Grit Breuer                                                                       |
| Sydney 2000 Detaljer...         | USA Jearl Miles-Clark Monique Hennagan LaTasha Colander Andrea Anderson                                                  | Jamaica Sandie Richards Catherine Scott Deon Hemmings Lorraine Graham Charmaine Howell Michelle Burgher                           | Ryssland Julia Sotnikova Svetlana Gontjarenko Olga Kotljarova Irina Privalova Natalja Nazarova Olesia Zykina                        |
| Aten 2004 Detaljer...           | USA DeeDee Trotter Monique Henderson Sanya Richards Monique Hennagan Moushaumi Robinson                                  | Ryssland Olesia Krasnomovets Natalja Nazarova Olesia Zykina Natalja Antiuch Tatiana Firova Natalja Ivanova                        | Jamaica Novlene Williams Michelle Burgher Nadia Davy Sandie Richards Ronetta Smith                                                  |
| Peking 2008 Detaljer...         | USA Mary Wineberg Allyson Felix Monique Henderson Sanya Richards Natasha Hastings                                        | Jamaica Shericka Williams Shereefa Lloyd Rosemarie Whyte Novlene Williams Bobby-Gaye Wilkins                                      | Storbritannien Christine Ohuruogu Kelly Sotherton Marilyn Okoro Nicola Sanders                                                      |
| London 2012 Detaljer...         | USA DeeDee Trotter Allyson Felix Francena McCorory Sanya Richards-Ross Keshia Baker Diamond Dixon                        | Jamaica Christine Day Rosemarie Whyte Shericka Williams Novlene Williams-Mills Shereefa Lloyd                                     | Ukraina Alina Lohvynenko Olha Zemljak Hanna Jarosjtjuk Natalija Pyhyda                                                              |
| Rio de Janeiro 2016 Detaljer... | USA Courtney Okolo Natasha Hastings Phyllis Francis Allyson Felix Taylor Ellis-Watson Francena McCorory                  | Jamaica Stephenie Ann McPherson Anneisha McLaughlin-Whilby Shericka Williams Novlene Williams-Mills Christine Day Chrisann Gordon | Storbritannien Eilidh Doyle Anyika Onuora Emily Diamond Christine Ohuruogu Kelly Massey                                             |
| Tokyo 2020 Detaljer...          | USA Allyson Felix Sydney McLaughlin Athing Mu Dalilah Muhammad Kendall Ellis Lynna Irby Wadeline Jonathas Kaylin Whitney | Polen Iga Baumgart-Witan Małgorzata Hołub-Kowalik Natalia Kaczmarek Justyna Święty-Ersetic Anna Kiełbasińska                      | Jamaica Shericka Jackson Candice McLeod Roneisha McGregor Janieve Russell Junelle Bromfield Stacey-Ann Williams                     |
| Paris 2024 Detaljer...          | USA Shamier Little Sydney McLaughlin-Levrone Gabrielle Thomas Alexis Holmes Quanera Hayes Aaliyah Butler Kaylyn Brown    | Nederländerna Lieke Klaver Cathelijn Peeters Lisanne de Witte Femke Bol Eveline Saalberg Myrte van der Schoot                     | Storbritannien Victoria Ohuruogu Laviai Nielsen Nicole Yeargin Amber Anning Yemi Mary John Hannah Kelly Jodie Williams Lina Nielsen |

### Landsväg

#### 20 kilometer gång
| Spel                            | Guld                       | Silver                      | Brons                    |
| Sydney 2000 Detaljer...         | Wang Liping (CHN)          | Kjersti Tysse Plätzer (NOR) | María Vasco (ESP)        |
| Aten 2004 Detaljer...           | Athanasía Tsoumeléka (GRE) | Olimpiada Ivanova (RUS)     | Jane Saville (AUS)       |
| Peking 2008 Detaljer...         | Olga Kaniskina (RUS)       | Kjersti Tysse Plätzer (NOR) | Elisa Rigaudo (ITA)      |
| London 2012 Detaljer...         | Jelena Lasjmanova (RUS)    | Qieyang Shenjie (CHN)       | Liu Hong (CHN)           |
| Rio de Janeiro 2016 Detaljer... | Liu Hong (CHN)             | Lupita González (MEX)       | Lü Xiuzhi (CHN)          |
| Tokyo 2020 Detaljer...          | Antonella Palmisano (ITA)  | Sandra Arenas (COL)         | Liu Hong (CHN)           |
| Paris 2024 Detaljer...          | Yang Jiayu Kina            | María Pérez Spanien         | Jemima Montag Australien |

#### Maraton
| Spel                            | Guld                       | Silver                   | Brons                           |
| Los Angeles 1984 Detaljer...    | Joan Benoit (USA)          | Grete Waitz (NOR)        | Rosa Mota (POR)                 |
| Seoul 1988 Detaljer...          | Rosa Mota (POR)            | Lisa Martin (AUS)        | Katrin Dörre (GDR)              |
| Barcelona 1992 Detaljer...      | Valentina Jegorova (EUN)   | Yuko Arimori (JPN)       | Lorraine Moller (NZL)           |
| Atlanta 1996 Detaljer...        | Fatuma Roba (ETH)          | Valentina Jegorova (RUS) | Yuko Arimori (JPN)              |
| Sydney 2000 Detaljer...         | Naoko Takahashi (JPN)      | Lidia Simon (ROU)        | Joyce Chepchumba (KEN)          |
| Aten 2004 Detaljer...           | Mizuki Noguchi (JPN)       | Catherine Ndereba (KEN)  | Deena Kastor (USA)              |
| Peking 2008 Detaljer...         | Constantina Tomescu (ROU)  | Catherine Ndereba (KEN)  | Zhou Chunxiu (CHN)              |
| London 2012 Detaljer...         | Tiki Gelana (ETH)          | Priscah Jeptoo (KEN)     | Tatiana Petrova Archipova (RUS) |
| Rio de Janeiro 2016 Detaljer... | Jemima Sumgong (KEN)       | Eunice Kirwa (BHR)       | Mare Dibaba (ETH)               |
| Tokyo 2020 Detaljer...          | Peres Jepchirchir (KEN)    | Brigid Kosgei (KEN)      | Molly Seidel (USA)              |
| Paris 2024 Detaljer...          | Sifan Hassan Nederländerna | Tigst Assefa Etiopien    | Hellen Obiri Kenya              |

### Hoppgrenar

#### Längdhopp
| Spel                            | Guld                          | Silver                    | Brons                      |
| London 1948 Detaljer...         | Olga Gyarmati (HUN)           | Noemí Simonetto (ARG)     | Ann-Britt Leyman (SWE)     |
| Helsingfors 1952 Detaljer...    | Yvette Williams (NZL)         | Aleksandra Tjudina (URS)  | Shirley Cawley (GBR)       |
| Melbourne 1956 Detaljer...      | Elżbieta Krzesińska (POL)     | Willye White (USA)        | Nadezjda Dvalisjvili (URS) |
| Rom 1960 Detaljer...            | Vera Krepkina (URS)           | Elżbieta Krzesińska (POL) | Hildrun Claus (EUA)        |
| Tokyo 1964 Detaljer...          | Mary Rand (GBR)               | Irena Kirszenstein (POL)  | Tatiana Sjtjelkanova (URS) |
| Mexico City 1968 Detaljer...    | Viorica Viscopoleanu (ROU)    | Sheila Sherwood (GBR)     | Tatjana Talysjeva (URS)    |
| München 1972 Detaljer...        | Heide Rosendahl (FRG)         | Diana Jorgova (BUL)       | Eva Šuranová (TCH)         |
| Montréal 1976 Detaljer...       | Angela Voigt (GDR)            | Kathy McMillan (USA)      | Lidija Alfejeva (URS)      |
| Moskva 1980 Detaljer...         | Tatiana Kolpakova (URS)       | Brigitte Wujak (GDR)      | Tatiana Skatjko (URS)      |
| Los Angeles 1984 Detaljer...    | Anișoara Cușmir-Stanciu (ROU) | Vali Ionescu (ROU)        | Susan Hearnshaw (GBR)      |
| Seoul 1988 Detaljer...          | Jackie Joyner-Kersee (USA)    | Heike Drechsler (GDR)     | Galina Tjistiakova (URS)   |
| Barcelona 1992 Detaljer...      | Heike Drechsler (GER)         | Inessa Kravets (EUN)      | Jackie Joyner-Kersee (USA) |
| Atlanta 1996 Detaljer...        | Chioma Ajunwa (NGR)           | Fiona May (ITA)           | Jackie Joyner-Kersee (USA) |
| Sydney 2000 Detaljer...         | Heike Drechsler (GER)         | Fiona May (ITA)           | Tatjana Kotova (RUS)       |
| Aten 2004 Detaljer...           | Tatjana Lebedeva (RUS)        | Irina Simagina (RUS)      | Tatiana Kotova (RUS)       |
| Peking 2008 Detaljer...         | Maurren Maggi (BRA)           | Blessing Okagbare (NGR)   | Chelsea Hammond (JAM)      |
| London 2012 Detaljer...         | Brittney Reese (USA)          | Jelena Sokolova (RUS)     | Janay DeLoach (USA)        |
| Rio de Janeiro 2016 Detaljer... | Tianna Bartoletta (USA)       | Brittney Reese (USA)      | Ivana Španović (SRB)       |
| Tokyo 2020 Detaljer...          | Malaika Mihambo (GER)         | Brittney Reese (USA)      | Ese Brume (NGR)            |
| Paris 2024 Detaljer...          | Tara Davis-Woodhall USA       | Malaika Mihambo Tyskland  | Jasmine Moore USA          |

#### Tresteg
| Spel                            | Guld                     | Silver                    | Brons                  |
| Atlanta 1996 Detaljer...        | Inessa Kravets (UKR)     | Inna Lasovskaja (RUS)     | Šárka Kašpárková (CZE) |
| Sydney 2000 Detaljer...         | Tereza Marinova (BUL)    | Tatiana Lebedeva (RUS)    | Olena Govorova (UKR)   |
| Aten 2004 Detaljer...           | Françoise M. Etone (CMR) | Hrysopiyí Devetzí (GRE)   | Tatiana Lebedeva (RUS) |
| Peking 2008 Detaljer...         | Françoise M. Etone (CMR) | Olga Rypakova (KAZ)       | Yargelis Savigne (CUB) |
| London 2012 Detaljer...         | Olga Rypakova (KAZ)      | Caterine Ibargüen (COL)   | Olha Saladucha (UKR)   |
| Rio de Janeiro 2016 Detaljer... | Caterine Ibargüen (COL)  | Yulimar Rojas (VEN)       | Olga Rypakova (KAZ)    |
| Tokyo 2020 Detaljer...          | Yulimar Rojas (VEN)      | Patrícia Mamona (POR)     | Ana Peleteiro (ESP)    |
| Paris 2024 Detaljer...          | Thea LaFond Dominica     | Shanieka Ricketts Jamaica | Jasmine Moore USA      |

#### Höjdhopp
| Spel                            | Guld                        | Silver                       | Brons                        |
| Amsterdam 1928 Detaljer...      | Ethel Catherwood (CAN)      | Lien Gisolf (NED)            | Mildred Wiley (USA)          |
| Los Angeles 1932 Detaljer...    | Jean Shiley (USA)           | Babe Didrikson (USA)         | Eva Dawes (CAN)              |
| Berlin 1936 Detaljer...         | Ibolya Csák (HUN)           | Dorothy Odam (GBR)           | Elfriede Kaun (GER)          |
| London 1948 Detaljer...         | Alice Coachman (USA)        | Dorothy Tyler (GBR)          | Micheline Ostermeyer (FRA)   |
| Helsingfors 1952 Detaljer...    | Esther Brand (RSA)          | Sheila Lerwill (GBR)         | Aleksandra Tjudina (URS)     |
| Melbourne 1956 Detaljer...      | Mildred McDaniel (USA)      | Thelma Hopkins (GBR)         | ingen utsedd                 |
| Melbourne 1956 Detaljer...      | Mildred McDaniel (USA)      | Maria Pisareva (URS)         | ingen utsedd                 |
| Rom 1960 Detaljer...            | Iolanda Balaș (ROU)         | Jarosława Jóźwiakowska (POL) | ingen utsedd                 |
| Rom 1960 Detaljer...            | Iolanda Balaș (ROU)         | Dorothy Shirley (GBR)        | ingen utsedd                 |
| Tokyo 1964 Detaljer...          | Iolanda Balaș (ROU)         | Michele Brown (AUS)          | Taisia Tjentjik (URS)        |
| Mexico City 1968 Detaljer...    | Miloslava Rezková (TCH)     | Antonina Okorokova (URS)     | Valentina Kozyr (URS)        |
| München 1972 Detaljer...        | Ulrike Meyfarth (FRG)       | Jordanka Blagoeva (BUL)      | Ilona Gusenbauer (AUT)       |
| Montréal 1976 Detaljer...       | Rosemarie Ackermann (GDR)   | Sara Simeoni (ITA)           | Jordanka Blagoeva (BUL)      |
| Moskva 1980 Detaljer...         | Sara Simeoni (ITA)          | Urszula Kielan (POL)         | Jutta Kirst (GDR)            |
| Los Angeles 1984 Detaljer...    | Ulrike Meyfarth (FRG)       | Sara Simeoni (ITA)           | Joni Huntley (USA)           |
| Seoul 1988 Detaljer...          | Louise Ritter (USA)         | Stefka Kostadinova (BUL)     | Tamara Bykova (URS)          |
| Barcelona 1992 Detaljer...      | Heike Henkel (GER)          | Alina Astafei (ROU)          | Ioannet Quintero (CUB)       |
| Atlanta 1996 Detaljer...        | Stefka Kostadinova (BUL)    | Níki Bakogiánni (GRE)        | Inga Babakova (UKR)          |
| Sydney 2000 Detaljer...         | Jelena Jelesina (RUS)       | Hestrie Cloete (RSA)         | Kajsa Bergqvist (SWE)        |
| Sydney 2000 Detaljer...         | Jelena Jelesina (RUS)       | Hestrie Cloete (RSA)         | Oana Pantelimon (ROU)        |
| Aten 2004 Detaljer...           | Jelena Slesarenko (RUS)     | Hestrie Cloete (RSA)         | Viktorija Stjopina (UKR)     |
| Peking 2008 Detaljer...         | Tia Hellebaut (BEL)         | Blanka Vlašić (CRO)          | Chaunté Howard (USA)         |
| London 2012 Detaljer...         | Anna Tjitjerova (RUS)       | Brigetta Barrett (USA)       | Svetlana Sjkolina (RUS)      |
| Rio de Janeiro 2016 Detaljer... | Ruth Beitia (ESP)           | Mirela Demireva (BUL)        | Blanka Vlašić (CRO)          |
| Tokyo 2020 Detaljer...          | Marija Lasitskene (ROC)     | Nicola McDermott (AUS)       | Jaroslava Mahutjich (UKR)    |
| Paris 2024 Detaljer...          | Jaroslava Mahutjich Ukraina | Nicola Olyslagers Australien | Iryna Herasjtjenko Ukraina   |
| Paris 2024 Detaljer...          | Jaroslava Mahutjich Ukraina | Nicola Olyslagers Australien | Eleanor Patterson Australien |

#### Stavhopp
| Spel                            | Guld                      | Silver                    | Brons                    |
| Sydney 2000 Detaljer...         | Stacy Dragila (USA)       | Tatiana Grigorieva (AUS)  | Vala Flosadóttir (ISL)   |
| Aten 2004 Detaljer...           | Jelena Isinbajeva (RUS)   | Svetlana Feofanova (RUS)  | Anna Rogowska (POL)      |
| Peking 2008 Detaljer...         | Jelena Isinbajeva (RUS)   | Jennifer Stuczynski (USA) | Svetlana Feofanova (RUS) |
| London 2012 Detaljer...         | Jennifer Stuczynski (USA) | Yarisley Silva (CUB)      | Jelena Isinbajeva (RUS)  |
| Rio de Janeiro 2016 Detaljer... | Ekaterini Stefanidi (GRE) | Sandi Morris (USA)        | Eliza McCartney (NZL)    |
| Tokyo 2020 Detaljer...          | Katie Nageotte (USA)      | Anzjelika Sidorova (ROC)  | Holly Bradshaw (GBR)     |
| Paris 2024 Detaljer...          | Nina Kennedy Australien   | Katie Moon USA            | Alysha Newman Kanada     |

### Kastgrenar

#### Kulstötning
| Spel                            | Guld                       | Silver                      | Brons                     |
| London 1948 Detaljer...         | Micheline Ostermeyer (FRA) | Amelia Piccinini (ITA)      | Ine Schäffer (AUT)        |
| Helsingfors 1952 Detaljer...    | Galina Zybina (URS)        | Marianne Werner (GER)       | Klavdia Totjonova (URS)   |
| Melbourne 1956 Detaljer...      | Tamara Tysjkevitj (URS)    | Galina Zybina (URS)         | Marianne Werner (EUA)     |
| Rom 1960 Detaljer...            | Tamara Press (URS)         | Johanna Lüttge (EUA)        | Earlene Brown (USA)       |
| Tokyo 1964 Detaljer...          | Tamara Press (URS)         | Renate Culmberger (EUA)     | Galina Zybina (URS)       |
| Mexico City 1968 Detaljer...    | Margitta Gummel (GDR)      | Marita Lange (GDR)          | Nadezjda Tjizjova (URS)   |
| München 1972 Detaljer...        | Nadezjda Tjizjova (URS)    | Margitta Gummel (GDR)       | Ivanka Hristova (BUL)     |
| Montréal 1976 Detaljer...       | Ivanka Hristova (BUL)      | Nadezjda Tjizjova (URS)     | Helena Fibingerová (TCH)  |
| Moskva 1980 Detaljer...         | Ilona Slupianek (GDR)      | Svetlana Kratjevskaja (URS) | Margitta Pufe (GDR)       |
| Los Angeles 1984 Detaljer...    | Claudia Losch (FRG)        | Mihaela Loghin (ROU)        | Gael Martin (AUS)         |
| Seoul 1988 Detaljer...          | Natalja Lisovskaja (URS)   | Kathrin Neimke (GDR)        | Li Meisu (CHN)            |
| Barcelona 1992 Detaljer...      | Svetlana Kriveljova (EUN)  | Huang Zhihong (CHN)         | Kathrin Neimke (GER)      |
| Atlanta 1996 Detaljer...        | Astrid Kumbernuss (GER)    | Sui Xinmei (CHN)            | Irina Chudorosjkina (RUS) |
| Sydney 2000 Detaljer...         | Janina Karoltjyk (BLR)     | Larisa Pelesjenko (RUS)     | Astrid Kumbernuss (GER)   |
| Aten 2004 Detaljer...           | Yumileidi Cumbá (CUB)      | Nadine Kleinert (GER)       | ej utdelad                |
| Peking 2008 Detaljer...         | Valerie Vili (NZL)         | Misleydis González (CUB)    | Gong Lijiao (CHN)         |
| London 2012 Detaljer...         | Valerie Adams (NZL)        | Gong Lijiao (CHN)           | Li Ling (CHN)             |
| Rio de Janeiro 2016 Detaljer... | Michelle Carter (USA)      | Valerie Adams (NZL)         | Anita Márton (HUN)        |
| Tokyo 2020 Detaljer...          | Gong Lijiao (CHN)          | Raven Saunders (USA)        | Valerie Adams (NZL)       |
| Paris 2024 Detaljer...          | Yemisi Ogunleye Tyskland   | Maddi Wesche Nya Zeeland    | Song Jiayuan Kina         |

#### Diskuskastning
| Spel                            | Guld                          | Silver                        | Brons                       |
| Amsterdam 1928 Detaljer...      | Halina Konopacka (POL)        | Lillian Copeland (USA)        | Ruth Svedberg (SWE)         |
| Los Angeles 1932 Detaljer...    | Lillian Copeland (USA)        | Ruth Osburn (USA)             | Jadwiga Wajs (POL)          |
| Berlin 1936 Detaljer...         | Gisela Mauermayer (GER)       | Jadwiga Wajs (POL)            | Paula Mollenhauer (GER)     |
| London 1948 Detaljer...         | Micheline Ostermeyer (FRA)    | Edera Gentile (ITA)           | Jacqueline Mazéas (FRA)     |
| Helsingfors 1952 Detaljer...    | Nina Romasjkova (URS)         | Jelizaveta Bagrjantseva (URS) | Nina Dumbadze (URS)         |
| Melbourne 1956 Detaljer...      | Olga Fikotová (TCH)           | Irina Begljakova (URS)        | Nina Romasjkova (URS)       |
| Rom 1960 Detaljer...            | Nina Romasjkova (URS)         | Tamara Press (URS)            | Lia Manoliu (ROU)           |
| Tokyo 1964 Detaljer...          | Tamara Press (URS)            | Ingrid Lotz (EUA)             | Lia Manoliu (ROU)           |
| Mexico City 1968 Detaljer...    | Lia Manoliu (ROU)             | Liesel Westermann (FRG)       | Jolán Kleiber-Kontsek (HUN) |
| München 1972 Detaljer...        | Faina Melnik (URS)            | Argentina Menis (ROU)         | Vasilka Stoeva (BUL)        |
| Montréal 1976 Detaljer...       | Evelin Schlaak (GDR)          | Maria Vergova-Petkova (BUL)   | Gabriele Hinzmann (GDR)     |
| Moskva 1980 Detaljer...         | Evelin Jahl (GDR)             | Maria Vergova-Petkova (BUL)   | Tatiana Lesovaja (URS)      |
| Los Angeles 1984 Detaljer...    | Ria Stalman (NED)             | Leslie Deniz (USA)            | Florența Crăciunescu (ROU)  |
| Seoul 1988 Detaljer...          | Martina Hellmann (GDR)        | Diana Gansky (GDR)            | Zvetanka Christova (BUL)    |
| Barcelona 1992 Detaljer...      | Maritza Martén (CUB)          | Zvetanka Christova (BUL)      | Daniela Costian (AUS)       |
| Atlanta 1996 Detaljer...        | Ilke Wyludda (GER)            | Natalja Sadova (RUS)          | Jelina Zverava (BLR)        |
| Sydney 2000 Detaljer...         | Jelina Zverava (BLR)          | Anastasia Kelesidou (GRE)     | Iryna Jattjanka (BLR)       |
| Aten 2004 Detaljer...           | Natalja Sadova (RUS)          | Anastasia Kelesidou (GRE)     | Iryna Jattjanka (BLR)       |
| Peking 2008 Detaljer...         | Stephanie Brown Trafton (USA) | Olena Antonova (UKR)          | Song Aimin (CHN)            |
| London 2012 Detaljer...         | Sandra Perković (CRO)         | Li Yanfeng (CHN)              | Yarelis Barrios (CUB)       |
| Rio de Janeiro 2016 Detaljer... | Sandra Perković (CRO)         | Mélina Robert-Michon (FRA)    | Denia Caballero (CUB)       |
| Tokyo 2020 Detaljer...          | Valarie Allman (USA)          | Kristin Pudenz (GER)          | Yaime Pérez (CUB)           |
| Paris 2024 Detaljer...          | Valarie Allman USA            | Feng Bin Kina                 | Sandra Elkasević Kroatien   |

#### Spjutkastning
| Spel                            | Guld                      | Silver                       | Brons                       |
| Los Angeles 1932 Detaljer...    | Babe Didrikson (USA)      | Ellen Braumüller (GER)       | Tilly Fleischer (GER)       |
| Berlin 1936 Detaljer...         | Tilly Fleischer (GER)     | Luise Krüger (GER)           | Maria Kwaśniewska (POL)     |
| London 1948 Detaljer...         | Herma Bauma (AUT)         | Kaisa Parviainen (FIN)       | Lily Carlstedt (DEN)        |
| Helsingfors 1952 Detaljer...    | Dana Zátopková (TCH)      | Aleksandra Tjudina (URS)     | Jelena Gortjakova (URS)     |
| Melbourne 1956 Detaljer...      | Inese Jaunzeme (URS)      | Marlene Ahrens (CHI)         | Nadezjda Konjajeva (URS)    |
| Rom 1960 Detaljer...            | Elvīra Ozoliņa (URS)      | Dana Zátopková (TCH)         | Birutė Kalėdienė (URS)      |
| Tokyo 1964 Detaljer...          | Mihaela Peneș (ROU)       | Márta Rudas (HUN)            | Jelena Gortjakova (URS)     |
| Mexico City 1968 Detaljer...    | Angéla Németh (HUN)       | Mihaela Peneș (ROU)          | Eva Janko (AUT)             |
| München 1972 Detaljer...        | Ruth Fuchs (GDR)          | Jacqueline Todten (GDR)      | Kate Schmidt (USA)          |
| Montréal 1976 Detaljer...       | Ruth Fuchs (GDR)          | Marion Becker (FRG)          | Kate Schmidt (USA)          |
| Moskva 1980 Detaljer...         | María Caridad Colón (CUB) | Saida Gunba (URS)            | Ute Hommola (GDR)           |
| Los Angeles 1984 Detaljer...    | Tessa Sanderson (GBR)     | Tiina Lillak (FIN)           | Fatima Whitbread (GBR)      |
| Seoul 1988 Detaljer...          | Petra Felke (GDR)         | Fatima Whitbread (GBR)       | Beate Koch (GDR)            |
| Barcelona 1992 Detaljer...      | Silke Renk (GER)          | Natallja Sjykalenka (EUN)    | Karen Forkel (GER)          |
| Atlanta 1996 Detaljer...        | Heli Rantanen (FIN)       | Louise McPaul (AUS)          | Trine Hattestad (NOR)       |
| Sydney 2000 Detaljer...         | Trine Hattestad (NOR)     | Mirela Manjani-Tzelili (GRE) | Osleidys Menéndez (CUB)     |
| Aten 2004 Detaljer...           | Osleidys Menéndez (CUB)   | Steffi Nerius (GER)          | Mirela Manjani (GRE)        |
| Peking 2008 Detaljer...         | Barbora Špotáková (CZE)   | Christina Obergföll (GER)    | Goldie Sayers (GBR)         |
| London 2012 Detaljer...         | Barbora Špotáková (CZE)   | Christina Obergföll (GER)    | Linda Stahl (GER)           |
| Rio de Janeiro 2016 Detaljer... | Sara Kolak (CRO)          | Sunette Viljoen (RSA)        | Barbora Špotáková (CZE)     |
| Tokyo 2020 Detaljer...          | Liu Shiying (CHN)         | Maria Andrejczyk (POL)       | Kelsey-Lee Barber (AUS)     |
| Paris 2024 Detaljer...          | Haruka Kitaguchi Japan    | Jo-Ane van Dyk Sydafrika     | Nikola Ogrodníková Tjeckien |

#### Släggkastning
| Spel                            | Guld                     | Silver                  | Brons                   |
| Sydney 2000 Detaljer...         | Kamila Skolimowska (POL) | Olga Kuzenkova (RUS)    | Kirsten Münchow (GER)   |
| Aten 2004 Detaljer...           | Olga Kuzenkova (RUS)     | Yipsi Moreno (CUB)      | Yunaika Crawford (CUB)  |
| Peking 2008 Detaljer...         | Yipsi Moreno (CUB)       | Zhang Wenxiu (CHN)      | Manuela Montebrun (FRA) |
| London 2012 Detaljer...         | Anita Włodarczyk (POL)   | Betty Heidler (GER)     | Zhang Wenxiu (CHN)      |
| Rio de Janeiro 2016 Detaljer... | Anita Włodarczyk (POL)   | Zhang Wenxiu (CHN)      | Sophie Hitchon (GBR)    |
| Tokyo 2020 Detaljer...          | Anita Włodarczyk (POL)   | Wang Zheng (CHN)        | Malwina Kopron (POL)    |
| Paris 2024 Detaljer...          | Camryn Rogers Kanada     | Annette Echikunwoke USA | Zhao Jie Kina           |

### Mångkamp

#### Sjukamp
| Spel                            | Guld                       | Silver                                   | Brons                       |
| Los Angeles 1984 Detaljer...    | Glynis Nunn (AUS)          | Jackie Joyner (USA)                      | Sabine Everts (FRG)         |
| Seoul 1988 Detaljer...          | Jackie Joyner-Kersee (USA) | Sabine John (GDR)                        | Anke Behmer (GDR)           |
| Barcelona 1992 Detaljer...      | Jackie Joyner-Kersee (USA) | Irina Belova (EUN)                       | Sabine Braun (GER)          |
| Atlanta 1996 Detaljer...        | Ghada Shouaa (SYR)         | Natallja Sazanovitj (BLR)                | Denise Lewis (GBR)          |
| Sydney 2000 Detaljer...         | Denise Lewis (GBR)         | Jelena Prochorova (RUS)                  | Natallja Sazanovitj (BLR)   |
| Aten 2004 Detaljer...           | Carolina Klüft (SWE)       | Austra Skujytė (LTU)                     | Kelly Sotherton (GBR)       |
| Peking 2008 Detaljer...         | Natalja Dobrynska (UKR)    | Hyleas Fountain (USA)                    | Tatiana Tjernova (RUS)      |
| London 2012 Detaljer...         | Jessica Ennis (GBR)        | Lilli Schwarzkopf (GER)                  | Tatiana Tjernova (RUS)      |
| Rio de Janeiro 2016 Detaljer... | Nafissatou Thiam (BEL)     | Jessica Ennis (GBR)                      | Brianne Theisen-Eaton (CAN) |
| Tokyo 2020 Detaljer...          | Nafissatou Thiam (BEL)     | Anouk Vetter (NED)                       | Emma Oosterwegel (NED)      |
| Paris 2024 Detaljer...          | Nafissatou Thiam Belgien   | Katarina Johnson-Thompson Storbritannien | Noor Vidts Belgien          |

### 4 × 400 meter stafett
| Spel                   | Guld | Silver | Brons |
| Tokyo 2020 Detaljer... | Polen Kajetan Duszyński Natalia Kaczmarek Justyna Święty-Ersetic Karol Zalewski Dariusz Kowaluk Iga Baumgart Małgorzata Hołub-Kowalik | Dominikanska republiken Lidio Andrés Feliz Marileidy Paulino Anabel Medina Alexander Ogando Luguelín Santos | USA Kendall Ellis Vernon Norwood Trevor Stewart Kaylin Whitney Elija Godwin Lynna Irby Taylor Manson Bryce Deadmon |
| Paris 2024 Detaljer... | Nederländerna Eugene Omalla Lieke Klaver Isaya Klein Ikkink Femke Bol Cathelijn Peeters                                               | USA Vernon Norwood Shamier Little Bryce Deadmon Kaylyn Brown                                                | Storbritannien Samuel Reardon Laviai Nielsen Alex Haydock-Wilson Amber Anning Nicole Yeargin                       |

### Lagtävling i gång
| Spel                   | Guld                              | Silver                               | Brons                                   |
| Paris 2024 Detaljer... | Spanien Álvaro Martín María Pérez | Ecuador Brian Pintado Glenda Morejón | Australien Rhydian Cowley Jemima Montag |

## Borttagna sporter

### 3 000 meter
| Spel                         | Guld                    | Silver                  | Brons                      |
| Los Angeles 1984 Detaljer... | Maricica Puică (ROU)    | Wendy Smith-Sly (GBR)   | Lynn Kanuka-Williams (CAN) |
| Seoul 1988 Detaljer...       | Tatjana Samolenko (URS) | Paula Ivan (ROU)        | Yvonne Murray (GBR)        |
| Barcelona 1992 Detaljer...   | Jelena Romanova (EUN)   | Tatjana Samolenko (EUN) | Angela Chalmers (CAN)      |

### 80 meter häck
| Spel                         | Guld                                 | Silver                   | Brons                    |
| Los Angeles 1932 Detaljer... | Babe Didrikson (USA)                 | Evelyne Hall (USA)       | Marjorie Clark (RSA)     |
| Berlin 1936 Detaljer...      | Trebisonda Valla (ITA)               | Anni Steuer (GER)        | Betty Taylor (CAN)       |
| London 1948 Detaljer...      | Fanny Blankers-Koen (NED)            | Maureen Gardner (GBR)    | Shirley Strickland (AUS) |
| Helsingfors 1952 Detaljer... | Shirley Strickland de la Hunty (AUS) | Maria Golubnitsaja (URS) | Maria Sander (GER)       |
| Melbourne 1956 Detaljer...   | Shirley Strickland de la Hunty (AUS) | Gisela Köhler (EUA)      | Norma Thrower (AUS)      |
| Rom 1960 Detaljer...         | Irina Press (URS)                    | Carole Quinton (GBR)     | Gisela Birkemejer (EUA)  |
| Tokyo 1964 Detaljer...       | Karin Balzer (EUA)                   | Teresa Ciepły (POL)      | Pam Kilborn (AUS)        |
| Mexico City 1968 Detaljer... | Maureen Caird (AUS)                  | Pam Kilborn (AUS)        | Chi Cheng (ROC)          |

### 10 kilometer gång
| Spel                       | Guld                    | Silver                   | Brons            |
| Barcelona 1992 Detaljer... | Chen Yueling (CHN)      | Jelena Nikolajeva (EUN)  | Li Chunxiu (CHN) |
| Atlanta 1996 Detaljer...   | Jelena Nikolajeva (RUS) | Elisabetta Perrone (ITA) | Wang Yan (CHN)   |

### Femkamp
| Spel                         | Guld                  | Silver                    | Brons                  |
| Tokyo 1964 Detaljer...       | Irina Press (URS)     | Mary Rand (GBR)           | Galina Bystrova (URS)  |
| Mexico City 1968 Detaljer... | Ingrid Becker (FRG)   | Liese Prokop (AUT)        | Annamária Tóth (HUN)   |
| München 1972 Detaljer...     | Mary Peters (GBR)     | Heide Rosendahl (FRG)     | Burglinde Pollak (GDR) |
| Montréal 1976 Detaljer...    | Siegrun Siegl (GDR)   | Christine Laser (GDR)     | Burglinde Pollak (GDR) |
| Moskva 1980 Detaljer...      | Nadia Tkatjenko (URS) | Olga Rukavisjnikova (URS) | Olga Kuragina (URS)    |